# Министерство внутренних дел Приднестровской Молдавской Республики
Министерство Внутренних Дел Приднестровской Молдавской Республики — республиканский орган государственного управления, возглавляющий систему органов внутренних дел и внутренние войска МВД, осуществляющий в пределах своих полномочий регулирование и управление в сфере борьбы с преступностью, охраны общественного порядка, обеспечения общественной безопасности и координацию деятельности в этой сфере других республиканских органов государственного управления. Образовано 5 марта 1991 года, ранее Управление внутренних дел ПМССР.

## История
5 марта 1991 года Постановлением Верховного Совета Приднестровской Молдавской Советской Социалистической Республики была утверждена структура Правительства, в составе которого и Управление внутренних дел ПМССР.
19 сентября 1991 года было образовано Рыбницкое РОВД, а 21 сентября Каменское РОВД. 25 сентября этого же года был создан Дубоссарский отдел милиции, который возглавил майор милиции Игорь Сергеевич Сипченко. 1 декабря 1991 года закончилось формирование Тираспольского ГОВД, начальником которого был назначен майор милиции В. М. Богданов, а спустя всего 5 дней под юрисдикцию Приднестровья перешли сотрудники Слободзейской и Григориопольской милиции, которые возглавили майор милиции Анатолий Федорович Тулуш и капитан милиций Валентин Васильевич Болгов. 
7 декабря 1991 года приказом УВД ПМССР N 113 от 14 декабря 1991 года был создан отдел местной милиции исполкома Бендерского  городского совета народных депутатов.
Позже Постановлением Верховного Совета ПМР от 8 сентября 1992 года, была утверждена новая структура органов государственного управления, Управление внутренних дел было переименовано в Министерство внутренних дел Приднестровской Молдавской Республики. Первоначально штат Управления внутренних дел насчитывал всего 18 единиц. 
Министерство внутренних дел Приднестровья с 2008 года руководит реконструкцией Бендерской крепости и в этом же году был создан Военно-исторический мемориальный комплекс в городе Бендеры.

## Структура МВД ПМР
- криминальная милиция, основной задачей которой является пресечение и раскрытие преступлений, а также осуществление розыска скрывающихся или пропавших без вести лиц;
- милиция общественной безопасности, обеспечивает охрану общественного порядка, личную и общественную безопасность, профилактические мероприятия по предупреждению и пресечению преступлений, а также административных правонарушений, раскрытие преступлений и включающая в себя подразделение участковых инспекторов милиции, патрульно-постовых, дорожно- патрульных служб, инспекции по делам несовершеннолетних и подразделения административной службы.
- специальная милиция, состоящая из государственной службы вневедомственной охраны, ГАИ, регистрационно-экзаменационных подразделений и специальных учебных заведений;

Также структуру МВД дополняют:
- Главное Управление по Чрезвычайным ситуациям,
- Отдельная бригада особого назначения «Днестр»,
- Управление по вопросам миграции МВД ПМР.

В ведении МВД ПМР находится Тираспольский юридический институт им. М. И. Кутузова и Республиканская кадетская школа — интернат имени Ф. Э. Дзержинского. Так же в системе Министерства внутренних дел ПМР функционирует Республиканский учебно — воспитательный комплекс им. С. А. Макаренко.